# Sinbanpo (métro de Séoul)
Sinbanpo (en coréen : 신반포역) est une station, de passage, de la ligne 9 du métro de Séoul. Elle est située, 14-1 Banpo-dong, dans l'arrondissement de Seocho-gu, à Séoul en Corée du Sud.
Ouverte en 2009, comme station de passage de la ligne 9, elle est desservie par les rames omnibus qui circulent sur la ligne.

## Situation sur le réseau

Plan du réseau (2023)

## Histoire
La station de passage Sinbanpo, de la ligne 9, est mise en service lors de la mise en exploitation le 24 juillet 2009 de la première section de la ligne 9, de Gaehwa à Sinnonhyeon

## Services aux voyageurs

### Accès et accueil
La station dispose de quatre accès numérotés 1 à 4. Elle dispose de deux niveaux souterrains reliés par des escaliers et des ascenseurs. Elle dispose d'automate notamment pour l'achat titres de circulation et d'un centre pour les objets trouvés.

### Desserte
Sinbanpo est desservie par les rames omnibus de la ligne 9 qui circulent sur cette ligne.

## À proximité
Notamment des ensembles résidentiels et des établissements scolaires.